# باشگاه فوتبال دارون
باشگاه فوتبال دارون (به انگلیسی: Association Football Club Darwen) یک باشگاه فوتبال در شهر دارون، کشور انگلستان است که در سال ۲۰۰۹ میلادی تأسیس شده‌است.

## افتخارات
- لیگ فوتبال شهرستان‌های شمال غربی
  - قهرمان جام لیگ یک ۱۵–۲۰۱۴
- جام یادبود مارتین ویزارد
  - قهرمان ۲۰۱۶

## رکوردها
- بهترین عملکرد در جام حذفی: دور مقدماتی، ۱۶–۲۰۱۵، ۱۷–۲۰۱۶[۲]
- بهترین عملکرد در رقابت جام فوتبال: دور دوم، ۱۵–۲۰۱۴[۲]
- رکورد حضور تماشاگران: ۸۴۲ در برابر هینلی تون، فینال پلی آف دسته اول لیگ فوتبال شهرستان‌های شمال غربی ۲۰۱۵ [۳]